# Bernhard Geyer
Bernhard Geyer  (* 3. Februar 1880 in Alme bei Brilon; † 4. April 1974 in Bonn) war ein katholischer Priester, Professor und Theologe.

## Leben
Er absolvierte philosophisch-theologische Studien in Münster. Nach der Priesterweihe 1904 in Köln war er von 1904 bis 1909 als Kaplan, Religionslehrer und Rektor am Krankenhaus tätig. Nach der Promotion 1908 in Münster war er von 1910 bis 1921 Oberlehrer an der Städtischen Oberrealschule in Bonn. Nach der Habilitation 1914 wurde er Privatdozent an der Katholisch-Theologischen Fakultät in Bonn. 1921 wurde er ordentlicher Professor der Dogmatik in Breslau. 1927 kehrte er nach Bonn als ordentlicher Professor auf den neugegründeten Lehrstuhl für Dogmatik und Dogmengeschichte zurück. Ab 1931 war er Leiter des Albertus-Magnus-Instituts und ab 1951 Herausgeber der Kritischen Albertus-Magnus-Ausgabe (Editio Coloniensis). Der Philosoph Alois Dempf schrieb 1955: „Mit dem Erscheinen der Kölner Albertus-Ausgabe läßt sich nicht mehr verbergen, dass Bernhard Geyer seit langem der führende Kopf der deutschen Scholastikforschung ist.“